# Manchester Victoria állomás
Manchester Victoria vasútállomás egy vasúti fejpályaudvar Angliábanban, Manchester városában. Egyike Anglia legrégebbi vasútállomásainak.

## Vasútvonalak
Az állomást az alábbi vasútvonalak érintik:
- Caldervale-vasútvonal
- Huddersfield-vasútvonal
- Manchester-Preston-vasútvonal
- Ribble-völgyi-vasútvonal
- Manchester-Southport-vasútvonal
- Manchester-Kirkby-vasútvonal
- Liverpool–Earlestown–Manchester-vasútvonal
- Manchester Metrolink

## Kapcsolódó állomások
A vasútállomáshoz az alábbi állomások vannak a legközelebb:
- Huddersfield railway station
- Moston railway station
- Rochdale railway station
- Ashton-under-Lyne railway station
- Salford Central railway station
- Eccles railway station
- Deansgate railway station